# カワサキ・VN800バルカン
VN800バルカン (Vulcan) は、川崎重工業モーターサイクル&エンジンカンパニーが製造・発売していたクルーザー（アメリカン）タイプのオートバイの車種。
本稿では、同社「バルカン」シリーズのうち、VN800系の各モデルを「VN800バルカン」シリーズとして解説する。

## 概要
バルカン800（VN800A型）は1995年に発売された。
VN800系バルカンは、バルカン400と共通の車体をもち、ともにバンク角55度のV型2気筒エンジンを搭載する。
派生モデルとして「バルカンクラシック」（VN800B型）と「バルカンドリフター」（VN400C型）がある。姉妹車種である下位モデルのバルカン400に設定されたフラットハンドル仕様は800ccモデルでは採用されていない。
2007年に発売されたバルカン900シリーズの登場とともに生産終了となった。

## モデル一覧

### VULCAN 800（VN800A）
日本国内向けに導入されたのは1996年モデルと1997年モデル（対応する型式はA2、A3）。 前輪21インチ後輪16インチ、スポークホイール採用。
仕様沿革
- 1995年：VN800-A1
- 1996年：VN800-A2
- 1997年：VN800-A3
- 1998年：VN800-A4
- 1999年：VN800-A5
- 2000年：VN800-A6
- 2001年：VN800-A7
- 2002年：VN800-A8
- 2003年：VN800-A9
- 2004年：VN800-A10
- 2005年：VN800-A11

### VULCAN 800 Classic（VN800B）
日本国内向けに導入されたのは1996年モデルから2000年モデルまで（対応する型式はB1、B4、B5）。前輪16インチ後輪16インチ、スポークホイール採用。
仕様沿革
- 1996年：VN800-B1
- 1997年：VN800-B2
- 1998年：VN800-B3
- 1999年：VN800-B4
- 2000年：VN800-B5
- 2001年：VN800-B6
- 2002年：VN800-B7
- 2003年：VN800-B8
- 2004年：VN800-B9
- 2005年：VN800-B10

### VULCAN 800 Drifter（VN800C）
日本国内向けに導入されたのは1999年モデルのC1型のみ。前輪16インチ後輪16インチ、スポークホイール採用。
仕様沿革
- 1999年：VN800-C1
- 2000年：VN800-C2
- 2001年：VN800-E1
- 2002年：VN800-E2
- 2003年：VN800-E3
- 2004年：VN800-E4
- 2005年：VN800-E5